# Vișinești
Vișinești là một xã thuộc hạt Dâmbovița, România. Dân số thời điểm năm 2002 là 2401 người.